# ATP Challenger Braunschweig
Das ATP Challenger Braunschweig (offizieller Name: Brawo Open, bis 2021 Sparkassen Open, vorher bis 2010 Nord/LB Open) ist ein seit 1994 jährlich stattfindendes Tennisturnier in Braunschweig. Es ist ein ATP-Challenger-Turnier und das größte Tennisturnier Niedersachsens. Rekordtitelträger im Einzel ist der Spanier Óscar Hernández, der dreimal das Turnier gewinnen konnte. Im Doppel gelang dies ebenfalls den beiden deutschen Spielern Jens Knippschild und Tomas Behrend. Aktuell wird es in der höchstdotierten Challenger-Kategorie geführt.
Als einziges ATP-Challenger-Turnier wurde es sechsmal (2005, 2014 bis 2017 und 2019) als bestes internationales ATP-Challenger-Turnier ausgezeichnet.

## Liste der Sieger

### Einzel
| Jahr | Sieger                  | Finalgegner             | Ergebnis             |
| ---- | ----------------------- | ----------------------- | -------------------- |
| 2025 | Mariano Navone          | Juan Manuel Cerúndolo   | 6:3, 7:5             |
| 2024 | Roberto Carballés Baena | Botic van de Zandschulp | 6:1, 6:3             |
| 2023 | Franco Agamenone        | Pawel Kotow             | 7:5, 6:3             |
| 2022 | Jan-Lennard Struff      | Maximilian Marterer     | 6:2, 6:2             |
| 2021 | Daniel Altmaier         | Henri Laaksonen         | 6:1, 6:2             |
| 2020 | abgesagt                | abgesagt                | abgesagt             |
| 2019 | Thiago Monteiro         | Tobias Kamke            | 7:66, 6:1            |
| 2018 | Yannick Hanfmann        | Jozef Kovalík           | 6:2, 3:6, 6:3        |
| 2017 | Nicola Kuhn             | Viktor Galović          | 2:6, 7:5, 4:2 aufgg. |
| 2016 | Thomaz Bellucci (2)     | Íñigo Cervantes         | 6:1, 1:6, 6:3        |
| 2015 | Filip Krajinović        | Paul-Henri Mathieu      | 6:2, 6:4             |
| 2014 | Alexander Zverev        | Paul-Henri Mathieu      | 1:6, 6:1, 6:4        |
| 2013 | Florian Mayer           | Jiří Veselý             | 4:6, 6:2, 6:1        |
| 2012 | Thomaz Bellucci (1)     | Tobias Kamke            | 7:64, 6:3            |
| 2011 | Lukáš Rosol             | Jewgeni Donskoi         | 7:5, 7:62            |
| 2010 | Michail Kukuschkin      | Marcos Daniel           | 6:2, 3:0 aufgg.      |
| 2009 | Óscar Hernández (3)     | Teimuras Gabaschwili    | 6:1, 3:6, 6:4        |
| 2008 | Nicolas Devilder        | Sergio Roitman          | 6:4, 6:4             |
| 2007 | Óscar Hernández (2)     | Florian Mayer           | 6:2, 1:6, 6:1        |
| 2006 | Jan Hájek               | Fernando Vicente        | 6:1, 6:3             |
| 2005 | Óscar Hernández (1)     | Nicolás Lapentti        | 6:3, 6:3             |
| 2004 | Tomáš Berdych           | Daniel Elsner           | 4:6, 6:1, 6:4        |
| 2003 | Werner Eschauer         | Igor Andrejew           | 6:1, 7:62            |
| 2002 | David Sánchez           | José Acasuso            | 5:1 aufgg.           |
| 2001 | Andrea Gaudenzi         | Younes El Aynaoui       | 3:6, 7:65, 6:4       |
| 2000 | Gastón Gaudio           | Franco Squillari        | 6:4, 6:72, 6:4       |
| 1999 | Jens Knippschild        | Franco Squillari        | 7:5, 7:66            |
| 1998 | Franco Squillari        | Lucas Arnold Ker        | 6:2, 4:6, 6:1        |
| 1997 | Francisco Roig          | Félix Mantilla          | 6:2, 2:6, 6:2        |
| 1996 | Alberto Berasategui     | József Krocskó          | 6:2, 6:2             |
| 1995 | Magnus Gustafsson       | Stefano Pescosolido     | 4:6, 6:0, 7:6        |
| 1994 | Gilbert Schaller        | Javier Sánchez          | 6:4, 3:6, 6:3        |

### Doppel
| Jahr | Sieger                                    | Finalgegner                             | Ergebnis          |
| ---- | ----------------------------------------- | --------------------------------------- | ----------------- |
| 2025 | Vasil Kirkov Bart Stevens                 | Alexander Merino Christoph Negritu      | 6:2, 6:3          |
| 2024 | Sander Arends Robin Haase                 | N. Sriram Balaji Gonzalo Escobar        | 4:6, 6:4, [10:8]  |
| 2023 | Pierre-Hugues Herbert Arthur Reymond      | Rithvik Choudary Bollipalli Arjun Kadhe | 7:67, 6:4         |
| 2022 | Marcelo Demoliner Jan-Lennard Struff      | Roman Jebavý Adam Pavlásek              | 6:4, 7:5          |
| 2021 | Szymon Walków Jan Zieliński               | Ivan Sabanov Matej Sabanov              | 6:4, 4:6, [10:4]  |
| 2020 | abgesagt                                  | abgesagt                                | abgesagt          |
| 2019 | Simone Bolelli Guillermo Durán            | Nathaniel Lammons Antonio Šančić        | 6:3, 6:2          |
| 2018 | Santiago González Wesley Koolhof          | N. Sriram Balaji Vishnu Vardhan         | 6:3, 6:3          |
| 2017 | Julian Knowle Igor Zelenay (2)            | Kevin Krawietz Gero Kretschmer          | 6:3, 7:63         |
| 2016 | Jamie Cerretani Philipp Oswald            | Mateusz Kowalczyk Antonio Šančić        | 4:6, 7:65, [10:2] |
| 2015 | Sjarhej Betau Michail Jelgin              | Damir Džumhur Franko Škugor             | 3:6, 6:1, [10:5]  |
| 2014 | Andreas Siljeström (2) Igor Zelenay (1)   | Rameez Junaid Michal Mertiňák           | 7:5, 6:4          |
| 2013 | Tomasz Bednarek (2) Mateusz Kowalczyk (2) | Andreas Siljeström Igor Zelenay         | 6:2, 7:64         |
| 2012 | Tomasz Bednarek (1) Mateusz Kowalczyk (1) | Harri Heliövaara Denys Moltschanow      | 7:5, 6:71, [10:8] |
| 2011 | Martin Emmrich Andreas Siljeström (1)     | Olivier Charroin Stéphane Robert        | 0:6, 6:4, [10:7]  |
| 2010 | Leonardo Tavares Simone Vagnozzi          | Igor Kunizyn Juri Schtschukin           | 7:5, 7:64         |
| 2009 | Johan Brunström Jean-Julien Rojer         | Brian Dabul Nicolás Massú               | 7:62, 6:4         |
| 2008 | Marco Crugnola Óscar Hernández            | Werner Eschauer Philipp Oswald          | 7:64, 6:2         |
| 2007 | Tomas Behrend (3) Christopher Kas (2)     | Óscar Hernández Carlos Poch Gradin      | 6:0, 6:2          |
| 2006 | Tomas Behrend (2) Christopher Kas (1)     | Máximo González Sergio Roitman          | 7:65, 6:4         |
| 2005 | Enzo Artoni Álex López Morón              | Massimo Bertolini Tom Vanhoudt          | 5:7, 6:4, 7:612   |
| 2004 | Tomas Behrend (1) Emilio Benfele Álvarez  | Jaroslav Levinský David Škoch           | 6:2, 6:73, 7:610  |
| 2003 | Sebastián Prieto Jim Thomas               | Juan Ignacio Carrasco Albert Montañés   | 4:6, 6:1, 6:4     |
| 2002 | Mariano Hood Luis Horna                   | František Čermák Petr Luxa              | 3:6, 6:3, 6:1     |
| 2001 | Karsten Braasch (2) Jens Knippschild (3)  | Feliciano López Francisco Roig          | 6:1, 6:1          |
| 2000 | Jens Knippschild (2) Jeff Tarango         | Álex López Morón Albert Portas          | 6:2, 6:2          |
| 1999 | Albert Portas Germán Puentes              | Tomás Carbonell Nebojša Đorđević        | 6:4, 6:73, 6:3    |
| 1998 | Tomás Carbonell Francisco Roig            | Juan Balcells Emanuel Couto             | 6:2, 7:6          |
| 1997 | Brandon Coupe Paul Rosner                 | Nebojša Đorđević Óscar Ortiz            | 6:4, 6:3          |
| 1996 | Karsten Braasch (1) Jens Knippschild (1)  | Cristian Brandi Filippo Messori         | 6:3, 6:4          |
| 1995 | Nicklas Kulti Mikael Tillström            | Bill Behrens Brendan Curry              | 7:6, 6:4          |
| 1994 | Horacio de la Peña Emilio Sánchez Vicario | Gábor Köves László Markovits            | 6:4, 7:6          |